# 마키노 신지
마키노 신지(일본어: 牧野 真二, 1976년 5월 29일 ~ )는 일본의 전 축구 선수이다.

## 구단 경력
1995년 J1리그의 요코하마 마리노스에 입단했다. 1998년 재팬 풋볼 리그의 사간 도스에 입단했다. 1999년 J2리그로 승격했다. 1999년후 현역 은퇴.

## 비치사커
7번의 FIFA 비치사커 월드컵에 출전했다.